# Eduard De Vos
Edouard Jean Florimond (Eduard) De Vos (Gant (Flandes oriental), 19 de gener, 1833 - Idem. 21 de juliol, 1890), va ser un director de cor i compositor belga.
Era fill de Pauline Marie De Somere i del mestre Jean Bernard De Vos. Ell mateix estava casat amb Hortense Capitaine i Auguste Marie Jacqueline Maes. Va ser cavaller de l'orde de Leopold.
Va rebre les seves primeres lliçons de música dins la família, de l'oncle Edouard de Somere, més tard d'Albert Dommande, aleshores principalment de cant. Va rebre una formació posterior al Conservatori Municipal de Gant amb Auguste Merlé, Philippe Toerbée i també Martin-Joseph Mengal. El mateix De Vos esdevingué aviat professor de l'esmentat conservatori. Des del 1870 fins al 1890 ensenyà solfeig, cant de conjunt, cant holandès i francès. Va ser especialment conegut a Gant com a director del cor de l'Església de Nostra Senyora de Sant Pere (entre 1854 i 1879) i "Société royale des Choeurs" (entre 1855-1885). Amb aquest últim va guanyar premis en concursos de cant a França: Saint-Omer el 1859, Reims (1859) i Cambrai (18650. Durant aquest període també va ensenyar a l' Escola Normal de l'Estat de Gant, a la "Société des Choeurs" d'Ypres (1871-1874) i a l'"Escola Municipal de Música d'Ypres".
A més d'aquestes activitats, també va escriure una sèrie d'obres puntuals i música religiosa.